# Milonki
Pour l’article homonyme, voir Milonki (Poméranie).
Milonki est une localité polonaise de la gmina de Trzyciąż, située dans le powiat d'Olkusz en voïvodie de Petite-Pologne.